# Остропольский, Иосиф Айзикович
Иосиф (Ицхок-)Айзикович Остропольский (псевдоним Андрей Угаров) (1907 — 1941) — советский поэт, член Союза советских писателей Украины.

## Биография
Родился в семье ремесленника. После окончания средней школы с 1930 по 1935 проходил службу трюмным машинистом на крейсере «Червона Украина» Черноморского флота. В 1935 поступил в Киевский университет, член ВКП(б) с 1939. После получения диплома работал преподавателем Ровенского учительского института. Добровольно призвался в РККА, участник Великой Отечественной войны, осенью 1941 попал в окружение и затем в плен. Погиб в Ровно в лагере военнопленных Шталаг 360. Отец, Айзик Петрович Остропольский, погиб в то же время в Бабьем Яру. Жена, Мария Бенционовна Остропольская (1920 — ?), во время войны оказалась в концлагере, впоследствии проживала в селе Мелени, работала учительницей.

## Творчество
Первый поэтический сборник «Когда цветёт вишня» вышел в 1935. Композитор Яков Аркадьевич Левин в 1939 написал сочинение для голоса и фортепьяно: «Песня про Мишу Ратманского» на слова И. А. Остропольского.. В 1940 опубликован сборник «Песни большой земли». Некоторые стихотворения поэта положены на музыку, «Донская казачья» стала народной песней. Посмертно изданы сборники стихотворений «Стихи и песни» в 1956, с предисловием Л. Н. Вышеславского, и «Стихи» в 1985.